# 宋子县
宋子县，中国古代县名，故址在今河北省石家庄市赵县东北二十五里宋城村。
宋子一名不见于春秋，战国后期属赵，依当时惯例可称宋子城、宋子邑。前251年燕赵鄗代之战前期，燕军曾攻赵于此。《史记·燕召公世家》载：燕王喜四年（前251年），栗腹伐赵，“至宋子”。又同书《刺客列传》载：秦灭燕，“高渐离变名姓为人庸保，匿作于宋子”。《史记正义》云:“宋子故城在赵州平棘县北三十里。” 秦灭赵后，置宋子县，属巨鹿郡。东汉废。北魏永安二年（529年），复置。北齐废。隋开皇初复置，属栾州。大业初年，废。据考古调查，今赵县宋子古城为长方形，东西450米，南北400米，面积18万平方米，城址时代从战国至汉。